# Moraea pritzeliana
Moraea pritzeliana är en irisväxtart som beskrevs av Friedrich Ludwig Diels. Moraea pritzeliana ingår i släktet Moraea och familjen irisväxter. Inga underarter finns listade i Catalogue of Life.